# Palais épiscopal de Caen
Le palais épiscopal de Caen est une ancienne résidence des évêques de Bayeux située à Caen dans le quartier Saint-Jean.

## Situation
Le palais était situé dans le quartier Saint-Jean. Il était accessible depuis le no 50 rue Neuve-Saint-Jean par une allée menant à une cour encadrée par quelques bâtiments aboutissant à un bâtiment central. Un grand jardin s'étendait jusqu'à la rue de l'Engannerie. 

## Histoire
Jusqu'à la Révolution, le siège du diocèse de Bayeux est le palais épiscopal de Bayeux. Après l'essor de la ville de Caen, qui devient la plus grande ville du diocèse, les évêques s'y font également construire une résidence. L'hôtel d'Odon, rue aux Namps, est mentionné dès le XIe siècle dans le cartulaire de l’abbaye Saint-Martin de Troarn. L'hôtel est vendu en 1460.
Au début du XIVe siècle, Philippe le Bel fait construire une chapelle dédiée à saint Louis à l’emplacement de l’ancien couvent des saccites, fondé dans les années 1260 et supprimé dès 1275. Nicolas du Boscq fait reconstruire l'hôtel en 1408. Quelques décennies plus tard, Nicolas Habart fait agrandir le palais.
Les évêques résident régulièrement dans le palais et s'en servent pour certaines cérémonies. La cérémonie au cours de laquelle l'évêque de Bayeux, chancelier de l'université de Caen, confère le grade universitaire se déroule dans le palais. Autre exemple : sur les 44 collations conférées en 1693-1694 par l'évêque dans son diocèse mais hors de la cité épiscopale, 24 se tiennent dans le palais épiscopal de Caen.
En 1607, le roi écrit à la ville pour qu'elle trouve un lieu où établir la Compagnie de Jésus. Le palais des évêques est envisagé, mais les jésuites s'installent finalement au collège du Mont.
De 1631 à 1673, François de Nesmond fait restaurer l'hôtel à grand frais, mais quelques vestiges des bâtiments du XIVe siècle demeurent. 
De 1731 à 1753, Paul d'Albert de Luynes accueille dans son palais les séances de académie des sciences, arts et belles-lettres de Caen placée sous sa protection.
Dans les années 1850, l'ancien palais sert de résidence au général commandant le Calvados. 
En 1858, les sœurs du couvent de la Charité rachètent à la municipalité l’ancien palais, contigu à leur établissement, pour le transformer en pensionnat.
Comme le reste du couvent de la Charité, ce palais est détruit en 1944 pendant la bataille de Caen. 
En 2024 et 2025, les vestiges du palais sont mis au jour lors des fouilles préventives préalables au chantier du tramway de Caen.

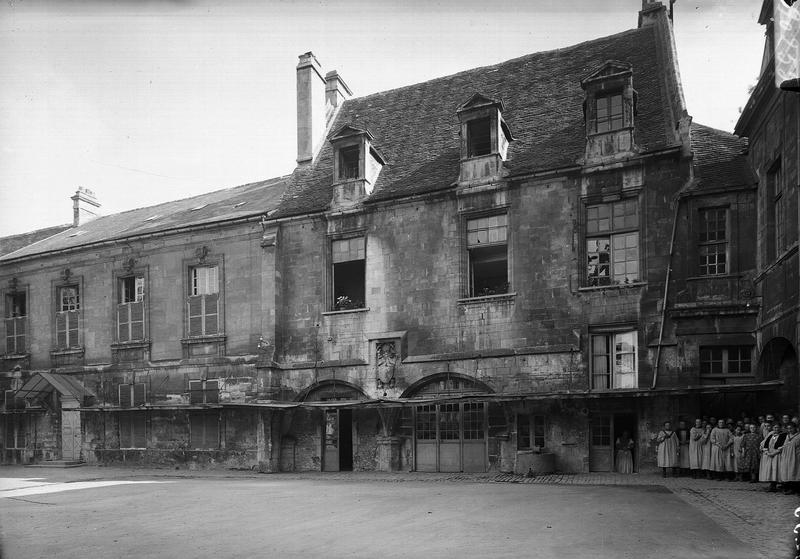
Façade nord de l'ancien palais (côté cour).
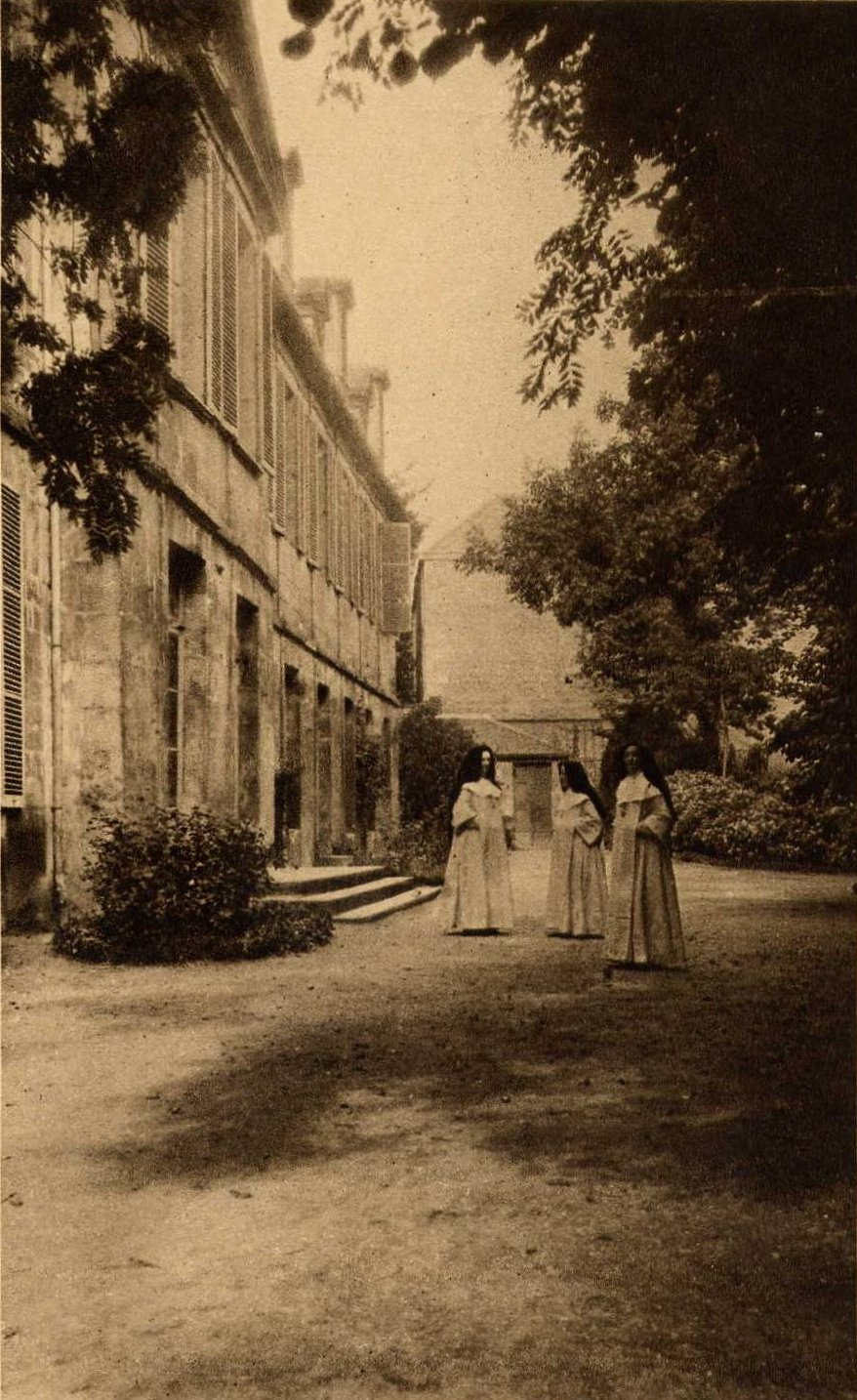
Façade sud de l'ancien palais (côté jardin).
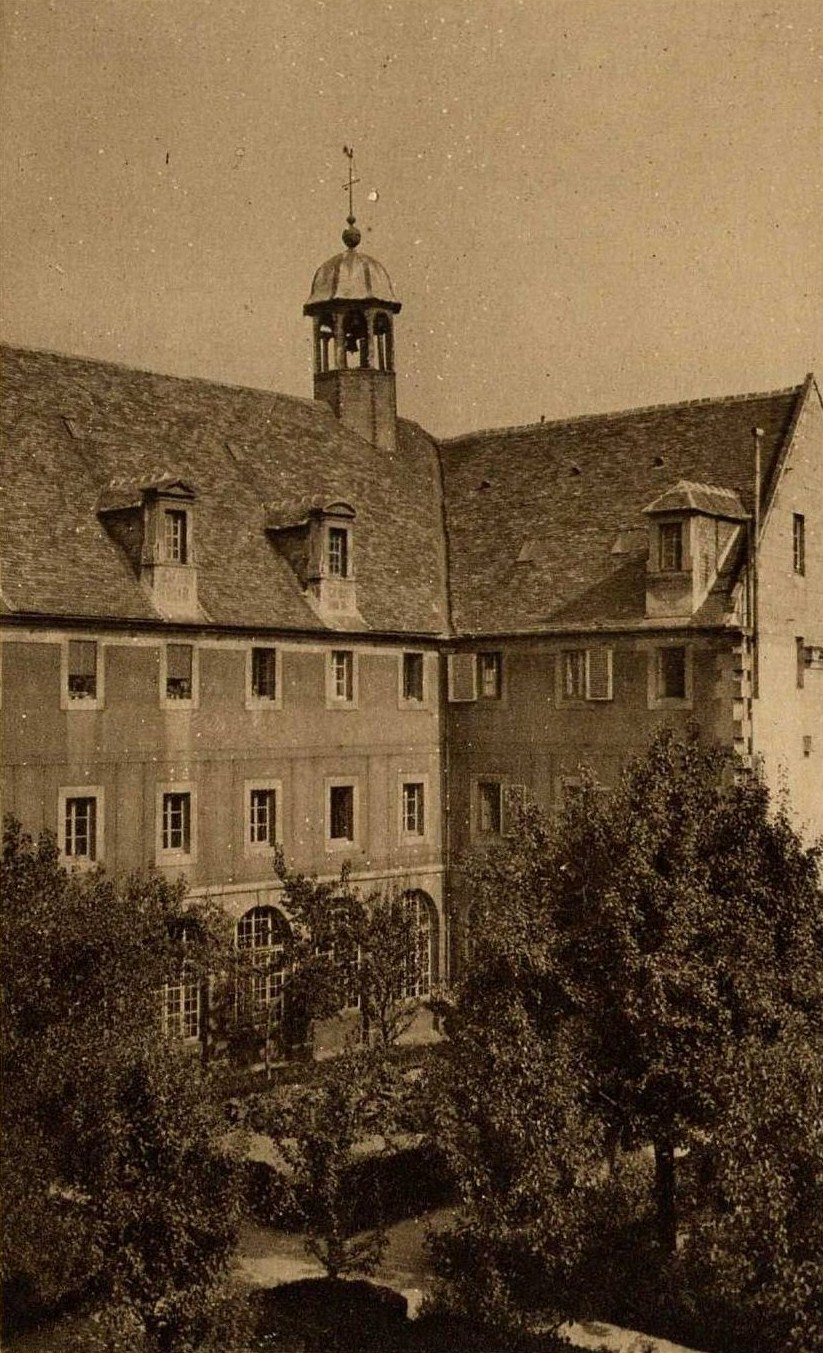
Le Couvent de la Charité au début du XXe.